# Kostiantyn Hryszczenko
Kostiantyn Iwanowycz Hryszczenko, ukr. Костянтин Іванович Грищенко (ur. 28 października 1953 w Kijowie) – ukraiński dyplomata i polityk, były ambasador, minister spraw zagranicznych w latach 2003–2005 oraz 2010–2012, wicepremier od 2012 do 2014.

## Życiorys
W 1975 ukończył z wyróżnieniem Moskiewski Państwowy Instytut Stosunków Międzynarodowych (międzynarodowy wydział prawny).
Po studiach rozpoczął pracę dyplomaty. Uzyskał status dyplomatyczny ambasadora nadzwyczajnego i pełnomocnego Ukrainy. Od 1976 do 1980 był członkiem sekretariatu ONZ w Nowym Jorku. W latach 1981–1991 kontynuował karierę dyplomatyczną jako attaché i I sekretarz stanu w Ministerstwie Spraw Zagranicznych ZSRR. Po upadku Związku Radzieckiego w latach 1992–1995 był doradcą ds. ograniczenia zbrojeń i rozbrojenia w ukraińskim MSZ oraz szefem kontroli zbrojeń i rozbrojenia Ukrainy. Od 1995 do 1998 zajmował stanowisko wiceministra spraw zagranicznych. W tym czasie (1993–1998) reprezentował Ukrainę na konferencjach międzynarodowych dotyczących zagadnień bezpieczeństwa narodowego, m.in. w 1996 na szczycie G8 w sprawie bezpieczeństwa jądrowego w Moskwie. Był również przedstawicielem Ukrainy we Wspólnej Komisji w sprawie realizacji i kontroli Traktatu START I.
Od 1998 do 2000 pełnił funkcję szefa misji Ukrainy przy NATO oraz ambasadora w Belgii, Holandii i Luksemburgu. Od 2000 do 2003 był ambasadorem Ukrainy w Stanach Zjednoczonych. W latach 2003–2005 zajmował stanowisko ministra spraw zagranicznych w rządzie premiera Wiktora Janukowycza. Od 2006 do 2007 był doradcą premiera Ukrainy, a w latach 1999–2003 członkiem Rady Doradczej ds. Rozbrojenia sekretarza generalnego ONZ. W 2005 wraz z Jurijem Bojko zakładał Republikańską Partię Ukrainy.
W kwietniu 2008 został mianowany na zastępcę przewodniczącego Rady Bezpieczeństwa Narodowego i Obrony Ukrainy. W czerwcu 2008 prezydent Wiktor Juszczenko powołał go na ambasadora Ukrainy w Rosji. 11 marca 2010 objął stanowisko ministra spraw zagranicznych w rządzie premiera Mykoły Azarowa. 24 grudnia 2012 został powołany na stanowisko wicepremiera, pełniąc tę funkcję do końca istnienia rządu w 2014.

## Odznaczenia
Odznaczony Orderem „Za zasługi” stopnia III, II i I.

## Życie prywatne
Jest żonaty, ma córkę.